# Feliksas Bajoras
Œuvres principales
- Concerto pour violon
- 6 symphonies
- Opéra-ballet Dievo Avinėlis (l'agneau de Dieu)
...
Feliksas (Romualdas) Bajoras, né le 7 octobre 1934 à Alytus (Lituanie), est un compositeur et pédagogue lituanien.

## Biographie
D'abord étudiant auprès de Vincas Bacevičius à Kaunas, Feliksas Bajoras intègre ensuite l'Académie de musique et de théâtre de Lituanie à Vilnius, où il apprend le violon avec Aleksandras Livontas (lt) (diplômé en 1957) puis la composition avec Julius Juzeliūnas (diplômé en 1963). Lui-même enseigne à cette Académie depuis 1991.
Au nombre de ses compositions (marquées notamment par le dodécaphonisme, la musique aléatoire et le folklore lituanien), on peut mentionner de la musique de chambre, un concerto pour violon, six symphonies et un opéra-ballet.

## Compositions (sélection)

### Pièces pour instrument solo
- 1975 : 14 pièces pour piano
- 1998 : Essay I-II pour violoncelle
- 2001 : 9 pièces pour orgue ; Dedicazione e tre preludii pour orgue
- 2002 : Sideralis pour piano

### Pièces pour bande magnétique
- 1990 : Variations théâtrales
- 1991 : Variations chorégraphiques ; Marche
- 1992 : Audra (tempête)

### Musique de chambre
- 1958 : Berceuse et marche pour violon et piano
- 1960 : Sonatine pour violon et piano
- 1968 : Variations pour contrebasse et quatuor à cordes ; 4 sketches pour quatuor à cordes
- 1973 : 15 pièces pour violon et piano
- 1974 : Vilniaus kvartetas-diptikas (quatuor de Vilnius-diptyque) pour quatuor à cordes
- 1979 : Sonate pour violon et piano Prabėgę metai (les années passées)
- 1980 : Aliuzija (allusion) pour 2 cors d'harmonie
- 1995 : Improvisation sur un thème de Ghetto pour contrebasse et percussion
- 1997 : Pulvis Fiat pour contrebasse et percussion
- 1998 : Suokos et Grazioso pour quatuor à cordes
- 2001 : Momenti sacri pour violon, violoncelle et piano
- 2002 : Rondino pour 2 accordéons ; Elevation pour clarinette, violon, alto, violoncelle et piano
- 2006 : Nidus D6 pour quatuor à cordes
- 2009 : Ataudai pour alto et piano
- 2012 : Flair et Outset pour violon, violoncelle et piano

### Musique pour orchestre

#### Symphonies
- 1964 : Symphonie no 1
- 1970 : Symphonie no 2 Stalaktitai (stalactites) pour orchestre à cordes
- 1972 : Symphonie no 3
- 1984 : Symphonie-dyptique (non numérotée, « no 4 »)
- 2004 : Symphonie no 5 (avec soprano)
- 2009 : Trace Symphony (non numérotée, « no 6 »)

#### Autres œuvres
- 1962 : Padavimai (légendes), poème symphonique
- 1970 : Lietuviškas valsas (valse lituanienne) pour orchestre à vent
- 1974 : Gedulinga muzika (musique triste)
- 1976 : Rondo-poema
- 1994 : Exodus I
- 1996 : Exodus II
- 1999 : Concerto pour violon
- 2001 : Concerto per archi (pour orchestre à cordes)
- 2002 : Al passato pour violon et orchestre à cordes
- 2005 : VV pour orchestre à cordes
- 2007 : Viltys (avec accordéon)
- 2008 : Brydė I
- 2009 : Brydė II et Brydė III
- 2010 : Saulės takas (le chemin du soleil)
- 2011 : Priesaika pour orchestre à vent
- 2016 : To Paint Music

### Musique vocale
- 1968 :Sakmių siuita (suite d'histoires) pour voix et piano
- 1977 : Karnavalas (carnaval), 7 mélodies pour baryton et piano
- 1978 : Auki, auki, žalias beržas (le bouleau vert grandit, grandit), 7 chants folkloriques de guerre pour voix et orchestre à cordes
- 1980 : Oratorio Varpo kėlimas (l'élévation de la cloche) pour soprano, mezzo-soprano, ténor, basse, chœur et orchestre
- 1981 : Trytique pour voix, flûte, violon, violoncelle et piano
- 1982 : Opéra-ballet en 3 actes Dievo Avinėlis (l'agneau de Dieu) pour danseur, solistes, chœur et orchestre
- 1987 : Paskutinė kelionė (le dernier passage) pour chœur a cappella
- 1990 : Pabudimas (l'éveil) pour soprano, mezzo-soprano, ténor, basse, violon, violoncelle et bande magnétique
- 1991 : Messe d'enfants pour soprano et orgue ; Chants de messe pour soprano, baryton et orgue
- 1993 : Missa in musica pour voix, trombone, contrebasse et piano
- 1996 : Missa brevis pour chœurs et orgue (ou accordéon) ; Ženklas pour soprano, percussion et orchestre à cordes
- 2000 : Il segreto pour chœur a cappella
- 2004 : It Is pour chœur a cappella ; Pater noster pour baryton et quatuor à cordes (ou orchestre à cordes)
- 2005 : Po šituo stogu (sous ce toit) pour chœurs, 2 percussions et orchestre à cordes
- 2009 : Pater noster pour voix et orgue
- 2010 : Missa cantata pour chœur a cappella

## Distinctions (sélection)
- 2001 : Prix national de la culture et de l'art